# Grand Prix Formule 1 van Groot-Brittannië 2019
De Grand Prix Formule 1 van Groot-Brittannië 2019 werd gehouden op 14 juli op Silverstone. Het was de tiende race van het kampioenschap.

## Vrije trainingen
- Er wordt enkel de top-5 weergegeven.

| Vrije training 1 | Pos | No | Coureur          | Constructeur   | Tijd     |
| ---------------- | --- | -- | ---------------- | -------------- | -------- |
| Vrije training 1 | 1   | 10 | Pierre Gasly     | Red Bull-Honda | 1:27.173 |
| Vrije training 1 | 2   | 77 | Valtteri Bottas  | Mercedes       | 1:27.629 |
| Vrije training 1 | 3   | 33 | Max Verstappen   | Red Bull-Honda | 1:28.009 |
| Vrije training 1 | 4   | 44 | Lewis Hamilton   | Mercedes       | 1:28.122 |
| Vrije training 1 | 5   | 16 | Charles Leclerc  | Ferrari        | 1:28.253 |
| Vrije training 2 | Pos | No | Coureur          | Constructeur   | Tijd     |
| Vrije training 2 | 1   | 77 | Valtteri Bottas  | Mercedes       | 1:26.712 |
| Vrije training 2 | 2   | 44 | Lewis Hamilton   | Mercedes       | 1:26.781 |
| Vrije training 2 | 3   | 16 | Charles Leclerc  | Ferrari        | 1:26.909 |
| Vrije training 2 | 4   | 5  | Sebastian Vettel | Ferrari        | 1:27.160 |
| Vrije training 2 | 5   | 10 | Pierre Gasly     | Red Bull-Honda | 1:27.229 |
| Vrije training 3 | Pos | No | Coureur          | Constructeur   | Tijd     |
| Vrije training 3 | 1   | 16 | Charles Leclerc  | Ferrari        | 1:25.905 |
| Vrije training 3 | 2   | 5  | Sebastian Vettel | Ferrari        | 1:25.931 |
| Vrije training 3 | 3   | 44 | Lewis Hamilton   | Mercedes       | 1:25.954 |
| Vrije training 3 | 4   | 10 | Pierre Gasly     | Red Bull-Honda | 1:26.118 |
| Vrije training 3 | 5   | 33 | Max Verstappen   | Red Bull-Honda | 1:26.440 |

## Kwalificatie
Valtteri Bottas behaalde voor Mercedes zijn vierde pole position van het seizoen door teamgenoot Lewis Hamilton met zes duizendsten van een seconde verschil te verslaan. Ferrari-coureur Charles Leclerc kwalificeerde zich als derde, voor de Red Bull-coureurs Max Verstappen en Pierre Gasly en de Ferrari van Sebastian Vettel. Daniel Ricciardo werd voor Renault zevende, voor McLaren-coureur Lando Norris. De top 10 werd afgesloten door Toro Rosso-rijder Alexander Albon en de Renault van Nico Hülkenberg.
| Pos                 | No | Coureur            | Constructeur              | Q1       | Q2       | Q3       | Grid |
| ------------------- | -- | ------------------ | ------------------------- | -------- | -------- | -------- | ---- |
| 1                   | 77 | Valtteri Bottas    | Mercedes                  | 1:25.750 | 1:25.672 | 1:25.093 | 1    |
| 2                   | 44 | Lewis Hamilton     | Mercedes                  | 1:25.513 | 1:25.840 | 1:25.099 | 2    |
| 3                   | 16 | Charles Leclerc    | Ferrari                   | 1:25.533 | 1:25.546 | 1:25.172 | 3    |
| 4                   | 33 | Max Verstappen     | Red Bull-Honda            | 1:25.700 | 1:25.848 | 1:25.276 | 4    |
| 5                   | 10 | Pierre Gasly       | Red Bull-Honda            | 1:26.273 | 1:26.038 | 1:25.590 | 5    |
| 6                   | 5  | Sebastian Vettel   | Ferrari                   | 1:25.898 | 1:26.023 | 1:25.787 | 6    |
| 7                   | 3  | Daniel Ricciardo   | Renault                   | 1:26.428 | 1:26.283 | 1:26.182 | 7    |
| 8                   | 4  | Lando Norris       | McLaren-Renault           | 1:26.079 | 1:26.385 | 1:26.224 | 8    |
| 9                   | 23 | Alexander Albon    | Toro Rosso-Honda          | 1:26.482 | 1:26.403 | 1:26.345 | 9    |
| 10                  | 27 | Nico Hülkenberg    | Renault                   | 1:26.568 | 1:26.397 | 1:26.386 | 10   |
| 11                  | 99 | Antonio Giovinazzi | Alfa Romeo-Ferrari        | 1:26.449 | 1:26.519 |          | 11   |
| 12                  | 7  | Kimi Räikkönen     | Alfa Romeo-Ferrari        | 1:26.558 | 1:26.546 |          | 12   |
| 13                  | 55 | Carlos Sainz jr.   | McLaren-Renault           | 1:26.203 | 1:26.578 |          | 13   |
| 14                  | 8  | Romain Grosjean    | Haas-Ferrari              | 1:26.347 | 1:26.757 |          | 14   |
| 15                  | 11 | Sergio Pérez       | Racing Point-BWT Mercedes | 1:26.649 | 1:26.928 |          | 15   |
| 16                  | 20 | Kevin Magnussen    | Haas-Ferrari              | 1:26.662 |          |          | 16   |
| 17                  | 26 | Daniil Kvjat       | Toro Rosso-Honda          | 1:26.721 |          |          | 17   |
| 18                  | 18 | Lance Stroll       | Racing Point-BWT Mercedes | 1:26.762 |          |          | 18   |
| 19                  | 63 | George Russell     | Williams-Mercedes         | 1:27.789 |          |          | 19   |
| 20                  | 88 | Robert Kubica      | Williams-Mercedes         | 1:28.257 |          |          | 20   |
| 107% tijd: 1:31.498 |    |                    |                           |          |          |          |      |

## Wedstrijd
De race werd gewonnen door Lewis Hamilton, die met een pitstop tijdens een safetycarsituatie (veroorzaakt door de in de grindbak belandde Alfa Romeo-coureur Antonio Giovinazzi) zijn als tweede geëindigde teamgenoot Valtteri Bottas in kon halen. Charles Leclerc eindigde als derde, voor Pierre Gasly. Max Verstappen finishte op de vijfde plaats, na van achteren te zijn aangereden door Sebastian Vettel in een gevecht om de derde plaats. Vettel moest hierdoor een extra pitstop maken voor een nieuwe voorvleugel en kreeg tien seconden tijdstraf voor zijn aandeel in het ongeluk, waardoor hij slechts op de zestiende plaats werd geklasseerd. McLaren-coureur Carlos Sainz jr. eindigde als zesde, na een aanval van de als zevende geëindigde Daniel Ricciardo in het slot van de race te hebben afgeslagen. Alfa Romeo-rijder Kimi Räikkönen werd achtste, kort voor Toro Rosso-coureur Daniil Kvjat. De top 10 werd afgesloten door Nico Hülkenberg, die kort voor het einde van de race Alexander Albon inhaalde in de strijd om het laatste punt.
| Pos. | No. | Coureur            | Constructeur              | Rondes | Tijd/Oorzaak uitval | Grid | Punten |
| ---- | --- | ------------------ | ------------------------- | ------ | ------------------- | ---- | ------ |
| 1    | 44  | Lewis Hamilton     | Mercedes                  | 52     | 1:21:08.452         | 2    | 26S    |
| 2    | 77  | Valtteri Bottas    | Mercedes                  | 52     | +24.928             | 1    | 18     |
| 3    | 16  | Charles Leclerc    | Ferrari                   | 52     | +30.117             | 3    | 15     |
| 4    | 10  | Pierre Gasly       | Red Bull-Honda            | 52     | +34.692             | 5    | 12     |
| 5    | 33  | Max Verstappen     | Red Bull-Honda            | 52     | +39.458             | 4    | 10     |
| 6    | 55  | Carlos Sainz jr.   | McLaren-Renault           | 52     | +53.639             | 13   | 8      |
| 7    | 3   | Daniel Ricciardo   | Renault                   | 52     | +54.401             | 7    | 6      |
| 8    | 7   | Kimi Räikkönen     | Alfa Romeo-Ferrari        | 52     | +1:05.540           | 12   | 4      |
| 9    | 26  | Daniil Kvjat       | Toro Rosso-Honda          | 52     | +1:06.720           | 17   | 2      |
| 10   | 27  | Nico Hülkenberg    | Renault                   | 52     | +1:12.733           | 10   | 1      |
| 11   | 4   | Lando Norris       | McLaren-Renault           | 52     | +1:14.281           | 8    |        |
| 12   | 23  | Alexander Albon    | Toro Rosso-Honda          | 52     | +1:15.617           | 9    |        |
| 13   | 18  | Lance Stroll       | Racing Point-BWT Mercedes | 52     | +1:21.086           | 18   |        |
| 14   | 63  | George Russell     | Williams-Mercedes         | 51     | +1 ronde            | 19   |        |
| 15   | 88  | Robert Kubica      | Williams-Mercedes         | 51     | +1 ronde            | 20   |        |
| 16   | 5   | Sebastian Vettel   | Ferrari                   | 51     | +1 ronde            | 6    |        |
| 17   | 11  | Sergio Pérez       | Racing Point-BWT Mercedes | 51     | +1 ronde            | 15   |        |
| DNF  | 99  | Antonio Giovinazzi | Alfa Romeo-Ferrari        | 18     | Spin                | 11   |        |
| DNF  | 8   | Romain Grosjean    | Haas-Ferrari              | 9      | Schade ongeluk      | 14   |        |
| DNF  | 20  | Kevin Magnussen    | Haas-Ferrari              | 6      | Schade ongeluk      | 16   |        |

S Lewis Hamilton behaalde een extra punt voor het rijden van de snelste ronde.

## Tussenstanden wereldkampioenschap
Betreft tussenstanden voor het wereldkampioenschap na afloop van de race.

### Coureurs
| Positie | No. | Rijder           | Team               | Punten |
| ------- | --- | ---------------- | ------------------ | ------ |
| 01      | 44  | Lewis Hamilton   | Mercedes           | 223    |
| 02      | 77  | Valtteri Bottas  | Mercedes           | 184    |
| 03      | 33  | Max Verstappen   | Red Bull-Honda     | 136    |
| 04      | 5   | Sebastian Vettel | Ferrari            | 123    |
| 05      | 16  | Charles Leclerc  | Ferrari            | 120    |
| 06      | 10  | Pierre Gasly     | Red Bull-Honda     | 55     |
| 07      | 55  | Carlos Sainz jr. | McLaren-Renault    | 38     |
| 08      | 7   | Kimi Räikkönen   | Alfa Romeo-Ferrari | 25     |
| 09      | 4   | Lando Norris     | McLaren-Renault    | 22     |
| 10      | 3   | Daniel Ricciardo | Renault            | 22     |

### Constructeurs
| Positie | Team                      | Punten |
| ------- | ------------------------- | ------ |
| 01      | Mercedes                  | 407    |
| 02      | Ferrari                   | 243    |
| 03      | Red Bull-Honda            | 191    |
| 04      | McLaren-Renault           | 60     |
| 05      | Renault                   | 39     |
| 06      | Alfa Romeo-Ferrari        | 26     |
| 07      | Racing Point-BWT Mercedes | 19     |
| 08      | Toro Rosso-Honda          | 19     |
| 09      | Haas-Ferrari              | 16     |
| 10      | Williams-Mercedes         | 0      |